# 勞動黨 (韓國)
劳动党是韩国一个中间偏左的社会民主主义政党。

## 历史

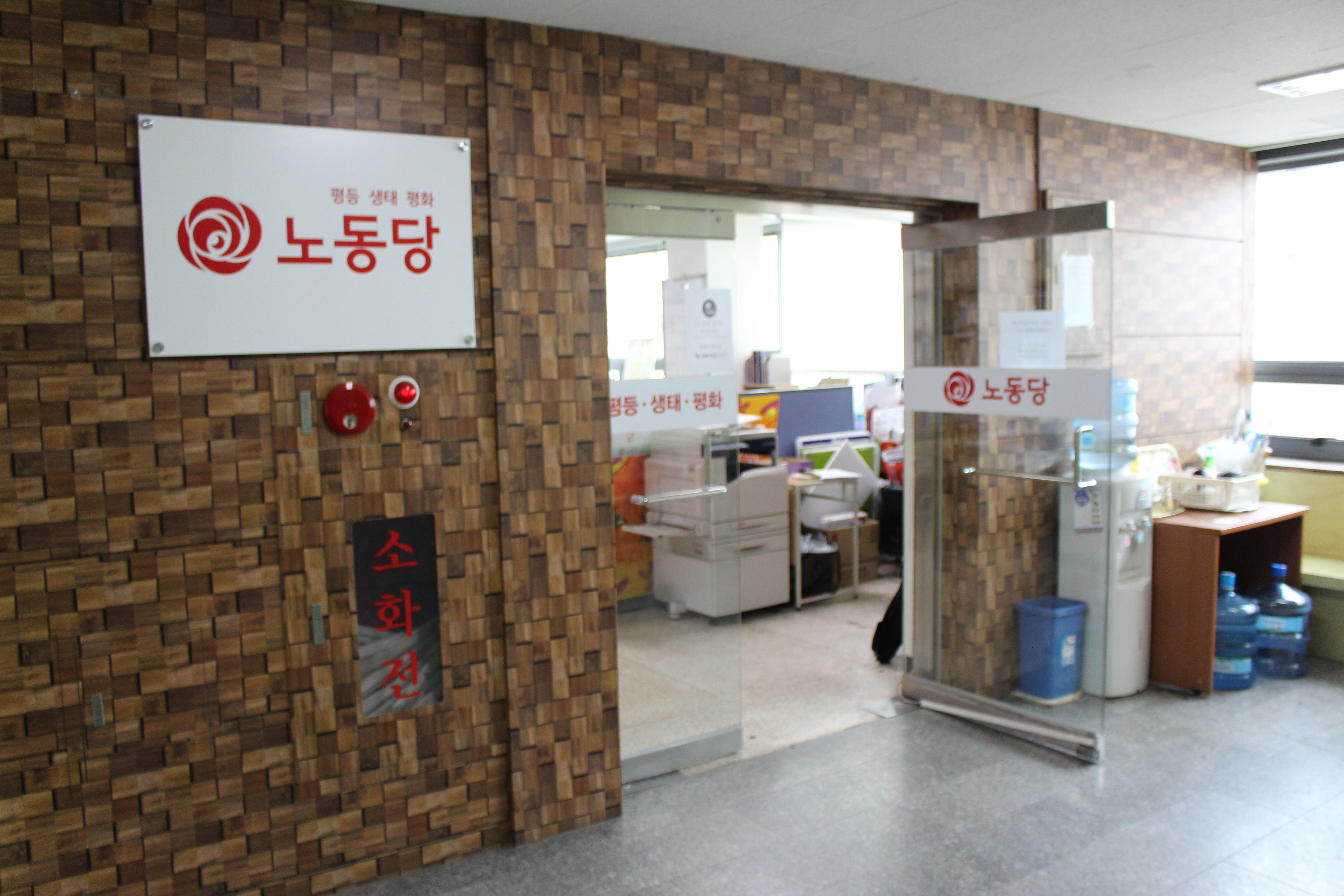
2018年劳动党的总部和首尔区大楼

进步新党与社会党合并后，新党的名字定为劳动党（不同于朝鲜劳动党）。它于2013年7月21日举行了临时党代表大会。
2014年第6屆地方选举中，该党候选人成功当选地方议员。但在2018年第7屆地方选举中全军覆没。2019年1月第9屆領導層上任後，代表龍慧仁積極推進將黨名改為「基本所得黨」的方案。但是在2019年7月召開的黨大會上，黨名變更議案被否決，領導層全體成員於同月15日辭職，並表示集體退黨的黨員將成為基本所得黨的成員。
2022年2月5日，未注册政党社会变革劳动者党同意与劳动党合并，以便在李百允候选人的旗帜下为第20届总统选举创造统一的社会主义愿景。李百允赢得9176票，位列第十。

### 社会转型总统选举团结会议
2025年起，劳动党与绿色党、正义党携手合作，打造韩国版左翼红绿灯联盟。尹锡悦弹劾案引发总统选举后，三大进步政党宣布将派出联合候选人。三党和数个工会同意举行公开初选，并以社会转型的旗号推选候选人。

## 领导人
- 洪世和（英语：Hong Sehwa）、安孝生，2012
- 金正彻，2012年（代理）
- 金一雄（英语：Kim Il-ung），2012-2013年
- 李鏞吉（英语：Lee Yong-gill），2013-2015年
- 羅敬埰（英语：Na Gyung-che），2015年
- 崔承铉，2015年（代理）
- 金相哲，2015年
- 顾京炫（英语：Koo Kyo-hyun），2015-2016年
- 金冈浩，2016年（代理）
- 李甲用，2016-2018年
- 罗道元，2018-2019年（代理）
- 龍慧仁（朝鲜语：용혜인）、申智惠，2019年
- 贤琳，2019年（代理）
- 贤琳，2019-2021年
- 罗道元，2021-2022年
- 罗道元、李钟浩，2022-

## 主要選舉記錄

### 历届總統大選
| 年度 | 選舉   | 候選人 | 得票  | 得票率 |  | 結果 |
| ---- | ------ | ------ | ----- | ------ |  | ---- |
| 2022 | 第20屆 | 李百允 | 9,176 | 0.02%  |  | 落選 |

### 歷屆國會選舉結果
| 年度 | 選舉   | 贏得席位 | 區域得票數 | 區域得票率 | 區域席位 | 比例得票數 | 比例得票率 | 比例席位 | 選舉結果     | 領袖   |
| ---- | ------ | -------- | ---------- | ---------- | -------- | ---------- | ---------- | -------- | ------------ | ------ |
| 2016 | 第20屆 | 0 / 300  | 46,949     | 0.20%      | 0 / 253  | 91,705     | 0.38%      | 0 / 47   | ━ ; 院外政黨 | 顾京炫 |
| 2020 | 第21屆 | 0 / 300  | 15,752     | 0.05%      | 0 / 253  | 34,272     | 0.12%      | 0 / 47   | ━ ; 院外政黨 | 贤琳   |
| 2024 | 第22屆 | 0 / 300  | 7,465      | 0.03%      | 0 / 253  | 25,937     | 0.09%      | 0 / 47   | ━ ; 院外政黨 | 罗道元 |

### 歷屆地方選舉結果
| 年度   | 選舉 | 廣域團體長 | 廣域自治議員 | 基礎團體長 | 基礎自治議員 | 領袖   |
| ------ | ---- | ---------- | ------------ | ---------- | ------------ | ------ |
| 2014年 | 6屆  | 0 / 17     | 1 / 789      | 0 / 226    | 6 / 2,898    | 李鏞吉 |
| 2018年 | 7屆  | 0 / 17     | 0 / 824      | 0 / 226    | 0 / 2,927    | 罗道元 |